# 33 Velorum
33 Velorum (A Velorum) é uma estrela na direção da Vela. Possui uma ascensão reta de 08h 29m 04.76s e uma declinação de −47° 55′ 44.2″. Sua magnitude aparente é igual a 5.33. Considerando sua distância de 1638 anos-luz em relação à Terra, sua magnitude absoluta é igual a −3.18. Pertence à classe espectral B2IV.